# Haicixidia jianfengensis
Haicixidia jianfengensis är en insektsart som beskrevs av Wang 1989. Haicixidia jianfengensis ingår i släktet Haicixidia och familjen vedstritar. Inga underarter finns listade i Catalogue of Life.